# Родригес, Эммануэль
Эммануэль Родригес (исп. Emmanuel Rodríguez); 8 августа 1992, Манати, Пуэрто-Рико) — пуэрто-риканский боксёр-профессионал, выступающий в легчайшей весовой категории.
Чемпион мира по версии IBF (2018—2019; 2023—2024) в легчайшем весе.

## Биография
Родился 8 августа 1992 года в Манати, Пуэрто-Рико. В детстве, до прихода в бокс, занимался бейсболом и футболом.
12 ноября 2010 года Родригес вместе со своим другом подожгли автомобиль, облив его бензином. Часть бензина пролилась на Родригеса. Боксёр получил ожоги 2-й степени тяжести 66 % тела.

## Любительская карьера

### Чемпионат Пуэрто-Рико 2009
Выступал в 1-й наилегчайшей весовой категории (до 48 кг). В полуфинале проиграл Вальдемару Пагану.
В июле 2009 года завоевал серебряную медаль на Панамериканском чемпионате в 1-й наилегчайшей весовой категории (до 48 кг).

### Чемпионат Пуэрто-Рико 2010
Выступал в наилегчайшей весовой категории (до 51 кг). В 1/8 финала проиграл Хонатану Алехандро.
В мае 2010 года завоевал серебряную медаль на юношеском чемпионате мира в наилегчайшей весовой категории (до 51 кг).
В августе 2010 года стал чемпионом Юношеских Олимпийских игр в наилегчайшей весовой категории (до 51 кг).

## Профессиональная карьера
Дебютировал на профессиональном ринге 1 июня 2012 года, одержав победу нокаутом в первом же раунде.
В сентябре 2015 года подписал контракт с менеджером Элом Хэймоном.
3 июня 2016 года победил по очкам бывшего претендента на титул чемпиона мира в легчайшем весе мексиканца Альберто Гевару.

#### Претендентский бой с Омаром Нарваэсом
В декабре 2016 года было объявлено, что 13 января 2017 года Родригес встретится с экс-чемпионом мира в двух весовых категориях аргентинцем Омаром Нарваэсом в элиминаторе IBF в легчайшем весе. Позднее, бой перенесли на март из-за проблем с телевидением. Точная дата несколько раз менялась. В итоге, аргентинец вообще отказался от боя.

#### Чемпионский бой с Полом Батлером
В апреле 2018 года было объявлено, что 5 мая Родригес встретится с экс-чемпионом мира в легчайшем весе британцем Полом Батлером. На кону будет стоять вакантный титул чемпиона мира в легчайшем весе по версии IBF. На официальном взвешивании Батлер не уложился в лимит весовой категории (118 фунтов), показав на весах 121,3 фунта. Поэтому, титул стоял на кону только для Родригеса. Поединок продлился все 12 раундов. Эммануэль одержал уверенную победу по очкам.

#### Участие в турнире World Boxing Super Series
9 мая 2018 года было объявлено, что Родригес примет участие во 2-м сезоне Всемирной боксёрской суперсерии.

##### Четвертьфинал. Бой с Джейсоном Молони
20 октября 2018 года победил по очкам австралийца Джейсона Молони.

##### Полуфинал. Бой с Наоей Иноуэ
18 мая 2019 года проиграл нокаутом во 2-м раунде чемпиону мира по версии WBA не имеющему поражений японцу Наое Иноуэ.

#### Бой с Реймартом Габальо
19 декабря 2020 года встретился с филиппинцем Реймартом Габальо в бою за вакантный титул временного чемпиона мира в легчайшем весе по версии WBC. Проиграл по очкам.
14 августа 2021 года встретился с не имеющим поражений американцем Гэри Антонио Расселлом в элиминаторе WBA в легчайшем весе. Родригес не смог продолжить поединок из-за травмы, полученной в результате случайного столкновения головами. Бой признан состоявшимся без объявления результата.
15 октября 2022 года состоялся реванш с Гэри Антонио Расселом. Родригес победил единогласным решением судей.

#### Чемпионский бой с Мелвином Лопесом
В январе 2023 года абсолютный чемпион мира в легчайшем весе японец Наоя Иноуэ официально отказался от своих поясов и подтвердил намерение продолжить карьеру дивизионом выше. Началась занимательная путаница, так как у топ-претендентов (прежде всего у Винсента Астролабио, Эммануэля Родригеса и Джейсона Молони) было право выбора, за какой из освободившихся поясов провести бой. Изначально планировалось, что титул IBF разыграют победители элиминаторов Винсент Астролабио и Эммануэль Родригес. Но австралиец Джейсон Молони отказался от боя за пояс WBC с филиппинской легендой Нонито Донэйром и решил провести бой за титул WBO. Астролабио решил, что Молони им стилистически удобнее (или финансово выгоднее) Родригеса. Родригес в итоге сразился с Мелвином Лопесом, а Донэйр с Алехандро Сантьяго.
12 августа 2023 года встретился с никарагуанцем Мелвином Лопесом в бою за вакантный титул чемпиона мира в легчайшем весе по версии IBF. Победил по очкам.

#### Бой с Рёсуке Нисиде
4 мая 2024 года проиграл не имеющему поражений японцу Рёсукэ Нисиде и потерял титул.

## Статистика боёв
В таблице перечислены результаты всех поединков боксёров.
В каждой строке указан результат поединка. Дополнительно номер поединка обозначен цветом, который обозначает итог поединка. Расшифровка обозначений и цветов представлена в нижеследующей таблице.
| Пример | Расшифровка                     |
| ------ | ------------------------------- |
|        | Победа                          |
|        | Ничья                           |
|        | Поражение                       |
|        | Планируемый поединок            |
|        | Поединок признан несостоявшимся |
| КО     | Нокаут                          |
| ТКО    | Технический нокаут              |
| PTS    | Решение судей (по очкам)        |
| UD     | Единогласное решение судей      |
| MD     | Решение большинства судей       |
| SD     | Раздельное решение судей        |
| RTD    | Отказ от продолжения боя        |
| DQ     | Дисквалификация                 |
| NC     | Поединок признан несостоявшимся |

| Бой | Дата            | Соперник                     | Место проведения                                                 | Результат  | Примечание |
| --- | --------------- | ---------------------------- | ---------------------------------------------------------------- | ---------- | --- |
| 26  | 4 мая 2024      | Рёсукэ Нисида (8-0)          | EDION Arena, Осака, Япония                                       | UD 12      | Потерял титул чемпиона мира в легчайшем весе по версии IBF (1-я защита Родригеса). Счёт: 110-117 и 112-115 (дважды).                                                                                         |
| 25  | 12 августа 2023 | Мелвин Лопес (29-1)          | MGM National Harbor, Оксон-Хилл, Мэриленд, США                   | UD 12      | Завоевал вакантный титул чемпиона мира в легчайшем весе по версии IBF. Лопес три раза в нокдауне в 12-м раунде. Счёт: 120-105 (все).                                                                         |
| 24  | 15 октября 2022 | Гэри Антонио Расселл (19-0)  | Барклайс-центр, Нью-Йорк, штат Нью-Йорк, США                     | TD 10 (12) | Счёт: 100-90, 97-93, 99-91. |
| 23  | 25 марта 2022   | Роберто Санчес (22-3)        | Polideportivo Juan S. Millan, Кульякан, Синалоа, Мексика         | KO 1 (10)  | |
| 22  | 14 августа 2021 | Гэри Антонио Расселл (18-0)  | Дигнити Хелс Спортс Парк, Карсон, Калифорния, США                | ND 1 (12)  | Элиминатор в легчайшем весе по версии WBA. |
| 21  | 19 декабря 2020 | Реймарт Габальо (23-0)       | Мохеган-сан, Анкасвилл, Коннектикут, США                         | SD 12      | Бой за вакантный титул временного чемпиона мира в легчайшем весе по версии WBC. Счёт: 113-115, 118-110, 112-116.                                                                                             |
| 20  | 18 мая 2019     | Наоя Иноуэ (17-0)            | SSE Hydro, Глазго, Шотландия, Великобритания                     | KO 2 (12)  | Объединительный бой за титул чемпиона мира по версиям WBA (2-я защита Иноуэ) и IBF (2-я защита Родригеса) в легчайшем весе. Полуфинал WBSS 2. Родригес три раза в нокдауне во 2-м раунде.                    |
| 19  | 20 октября 2018 | Джейсон Молони (17-0)        | CFE Арена, Орландо, Флорида, США                                 | SD 12      | Счёт: 115-113 (дважды) и 113-115. Защитил титул чемпиона мира по версии IBF (1-я защита Родригеса) в легчайшем весе. Четвертьфинал WBSS 2.                                                                   |
| 18  | 5 мая 2018      | Пол Батлер (26-1-0)          | O2 Арена, Лондон, Англия, Великобритания                         | UD 12      | Вакантный титул чемпиона мира в легчайшем весе по версии IBF (Батлер не уложился в вес. Титул стоял на кону только для Родригеса. Батлер два раза в нокдауне в 1-м раунде. Счёт: 118-108 и 120-106 (дважды). |
| 17  | 5 августа 2017  | Джованни Дельгадо (16-5-0)   | Coliseo Ecuestre Municipal, Фахардо, Пуэрто-Рико                 | RTD 4 (10) | Титул WBC Latino в легчайшем весе. |
| 16  | 25 марта 2017   | Робинсон Лавинанса (11-3-1)  | Parque Concepcion Perez Alberto, Фахардо, Пуэрто-Рико            | KO 1 (10)  | |
| 15  | 3 июня 2016     | Альберто Гевара (24-2-0)     | Seminole Hard Rock Hotel & Casino, Холливуд, Флорида, США        | UD 10      | Счёт судей: 100-90 и 99-91 (дважды). |
| 14  | 25 ноября 2015  | Элисер Акино (17-1-1)        | Hialeah Park Race Track, Хайалиа, Флорида, США                   | TKO 7 (10) | Титулы WBA Fedelatin (1-я защита Родригеса) и WBC Latino (1-я защита Родригеса) в легчайшем весе. Акино в нокдауне в 3-м раунде.                                                                             |
| 13  | 22 августа 2015 | Алекс Ранхель (16-4-2)       | Coliseo Tomas Dones, Фахардо, Пуэрто-Рико                        | KO 7 (10)  | Вакантный титул WBA Fedelatin в легчайшем весе. Вакантный временный титул WBC Latino в легчайшем весе. |
| 12  | 30 мая 2015     | Луис Инохоса (27-8-0)        | Coliseo Cosme Beitia Salamo, Катаньо, Пуэрто-Рико                | KO 3 (10)  | Титул WBO Latino в легчайшем весе (2-я защита Родригеса). |
| 11  | 21 февраля 2015 | Габор Молнар (16-6-0)        | Coliseum Fransisco Deyda, Атильо, Пуэрто-Рико                    | TKO 2 (10) | Титул WBO Latino в легчайшем весе (1-я защита Родригеса). |
| 10  | 18 октября 2014 | Мигель Картахена (13-1-0)    | Coliseo Cosme Beitia Salamo, Катаньо, Пуэрто-Рико                | KO 1 (10)  | Вакантный титул WBO Latino в легчайшем весе. |
| 9   | 5 апреля 2014   | Феликс Перес (8-4-0)         | Coliseo Moises Navedo, Вега-Баха, Пуэрто-Рико                    | UD 8       | Счёт судей: 78-74 и 80-72 (дважды). |
| 8   | 21 декабря 2013 | Давид Кихано (15-3-1)        | Coliseo Cosme Beitia Salamo, Катаньо, Пуэрто-Рико                | UD 8       | Счёт судей: 78-74 и 79-73 (дважды). |
| 7   | 26 октября 2013 | Фелипе Ривас (14-14-2)       | Estadio Jesús M. Freire, Сидра, Пуэрто-Рико                      | UD 6       | Счёт судей: 60-54 (трижды). |
| 6   | 24 августа 2013 | Эдвард Варгас (2-0-0)        | Coliseo Pedro Julio Nolasco, Ла-Романа, Доминиканская республика | TKO 3 (4)  | |
| 5   | 22 июня 2013    | Рамон Эмилио Седано (2-24-0) | Coliseo Pedro Julio Nolasco, Ла-Романа, Доминиканская республика | UD 4 (4)   | Счёт: 39-37 и 40-36 (дважды). |
| 4   | 6 апреля 2013   | Хосе Руис (2-3-0)            | Coliseo Guillermo Angulo, Каролина, Пуэрто-Рико                  | TKO 6 (6)  | |
| 3   | 31 августа 2012 | Луис Ортис (2-12-0)          | Coliseo Guillermo Angulo, Каролина, Пуэрто-Рико                  | KO 4 (4)   | |
| 2   | 7 июля 2012     | Хайме Гонсалес (0-2-0)       | Coliseo Antonio R. Barcelo, Тоа-Баха, Пуэрто-Рико                | TKO 2 (4)  | |
| 1   | 1 июня 2012     | Джейсон Агосто (дебют)       | La Cancha Mario Jiménez, Гуянабо, Пуэрто-Рико                    | TKO 1 (4)  | |
| Бой | Дата            | Соперник                     | Место проведения                                                 | Результат  | Примечание |

## Титулы и достижения

### Любительские
- 2009  Бронзовый призёр чемпионата Пуэрто-Рико в 1-м наилегчайшем весе (до 48 кг).
- 2009  Серебряный призёр Панамериканского чемпионата в 1-м наилегчайшем весе (до 48 кг).
- 2010  Серебряный юношеского чемпионата мира в наилегчайшем весе (до 51 кг).
- 2010  Чемпион Юношеских Олимпийских игр в наилегчайшем весе (до 51 кг).

### Профессиональные

#### Региональные
- Титул WBO Latino в легчайшем весе (2014—2015).
- Титул WBA Fedelatin в легчайшем весе (2015).
- Временный титул WBC Latino в легчайшем весе (2015).
- Титул WBC Latino в легчайшем весе (2015, 2017).

#### Мировые
- Чемпион мира в легчайшем весе по версии IBF (2018—2019, 2023—2024).